# العربية الفصحى
اللُّغَةُ الْعَرَبِيَّةُ الْفُصْحَى  هي اللغة التي كتبت بها معظم النصوص العربية، وتقابلها العامية والدارجة المحكية بلهجات محلية. تُردّ العربية الفصحى للقرآن لتأثير النص القرآني كنص مقدس في وضع قواعدها وكمرجع للقياس، ويطلق أيضًا على اللغة التي استخدمت في حدود صدر الإسلام (ومن ضمنها النص القرآني) بالعربية الفصحى التراثية، وتقابلها العربية الفصحى الحديثة أو المعيارية وهي اللغة المستخدمة اليوم بشكل واسع في الصحافة أساسًا والمعتمدة في التعليم وفي المعاملات الرسمية، وهي سليل مباشر للعربية التراثية.
النص القرآني أضحى مرجعية للهجات العربية الموجودة في عصره، فغطى على اللهجات الأخرى التي إنزوت ولم تحافظ على أصالتها أمام التداخل الأعجمي نتيجة قلة الآثار المكتوبة بها، وبذلك حافظ القرآن الكريم على لغة عربية فصحى ومنع دخول الألفاظ الأعجمية والعامية عليها وأصبحت هي كأساس لزيادة مصطلحات باقي اللهجات العربية الأخرى.
كان يُعتقد أن اللهجات العربية العامية تنحدر من العربية الفصحى، إلا أن الدراسات التاريخية واللغوية منذ القرن التاسع عشر أثبتت أنها لغة شقيقة لهم، وكلاهما تنحدر من اللغة العربية البدائية.
ظلت الأساليب والتركيبات الموجودة في العربية الفصحى التراثية حاضرة في العربية الفصحى الحديثة، وأدخل عليها الأدب العربي أساليب وتركيبات جديدة، بالإضافة إلى تأثير اللهجات العربية المتعددة واللغات الأخرى، واستقدام الكثير من الكلمات والمصطلحات المستجدة في شتى العلوم، واُسْتُعِير الكثير منها من اللغات الأوربية، وعلى رأسها الإنجليزية والفرنسية.
في العصر الحديث، شاع استخدام الفصحى الحديثة بين المتحدثين بالعربية بدلًا من لهجاتهم المحلية، وذلك بعد انتشار وسائل الإعلام الحديثة مثل الإذاعة والتلفزة والصحافة.

## اختلاف العربية الحديثة عن العربية التراثية
الاختلاف بين العربية الفصحى التراثية والفصحى الحديثة اختلاف طفيف، فالاختلاف في استبدال كلمات بكلمات، أو حذف أساليب كانت في الكلام، وذاك الاختلاف لا يكاد يذكر.
معجم العربية مستقى من لغة العرب الفصحاء المجمعة منذ عصر الاحتجاج، من شتى كلام قبائل العرب الفصحاء الذي لا يتعارض مع قواعد العربية، أو تتغير دلالات بعض الكلمات مثل فعل طبع الذي تطورت دلالته في العصر الحديث، أو يضع المحدثون ألفاظاً جديدة إما بالترجمة أو باستعمالهم ميزة الاشتقاق الموجودة في العربية، مثل الحاسوب والهاتف وقليلاً من الكلمات ما تعربها العربية وتطوعها وفقاً لنطقها مثل كلمة تلفاز.

## التنسيق الأبجدي لمعاني الحروف
ترتب الحروف العربية الترتيب المعروف بالنسق الأبجدي على الوجه الآتي:
أ ب ج د هـ و ز ح ط ي ك ل م ن
س ع ف ص ق ر ش ت ث خ ذ ض ظ غ.
معنى أبجد هوز حطي كلمن:
واستخدمت الأبجدية لترمز لأرقام لها، وسمي ذلك بحِسَاب الجُمَّل فتكون هكذا:
أ=1 ب=2 ج=3 د=4 ه=5 و=6 ز=7 ح=8 ط=9 ي=10
ك=20 ل=30 م=40 ن=50 س=60 ع=70 ف=80 ص=90 ق=100
ر=200 ش=300 ت=400 ث=500 خ=600 ذ=700 ض=800 ظ=900 غ=1000
نسق الحروف العربية ومعاني الأبجدية
ثم أعاد العرب ترتيب هذه الحروف حين أعجموا بعضها (أي حين استعملوا النقط للتمييز والفرق)، وجعلوها على الوجه التالي، وهو الترتيب الهجائي، أو الألفبائي:
أ ب ت ث ج ح خ د ذ ر ز س ش ص.
ض ط ظ ع غ ف ق ك ل م ن هـ وي.
وهذا الترتيب هو المأخوذ به في ترتيب المواد اللغوية في المعاجم العربية (عدا تلك التي تأخذ بترتيب المواد اللغوية بحسب مخارج الحروف) الأبجدية في العربية والمعنى الذي يعنيه جمـع، حروف الهجاء العربية الـ 28 (ألف بت) (alphabet).
واختصرت بمعنى شعري هو: (أبجد هوز حطي كلمن سعفص قرشت ثخذ ضظغ).
أبجد بمعنى أخذ.
هوّز بمعنى ركب.
حطّي بمعنى وقف.
كلمن بمعنى أصبح متعلماً.
سعفص بمعنى أسرع في التعلم.
قرشت بمعنى أخذه بالقلب.
ثخذ بمعنى حفظ.
ضظغ بمعنى أتمّ.

### صوتيات
تهمل الحركات أي علامات التشكيل غالباً، خاصة في آخر الكلمات، كما وتهمل المخارج الحقيقية للحروف فكثيرا ما ترقق المفخم منها مثل الخاء والطاء وغيرها.

## لغات تستخدم الأبجدية العربية رسميًا
تستخدم عدد من الدول الأبجدية العربية في كتابة لغاتها مع إضافة حروف عربية غير مستخدمة عربيًا؛ كي تشتمل على جميع مخارج ونطوق أحرف هذه اللغات مثل الفارسية والأردية.